# Козелькова, Дагмар
Дагмар Козелькова (англ. Dagmar Kozelkova, род. 21 ноября 1976 года, Брно, Чехословакия) — чешская порноактриса и модель. Наиболее часто снималась под псевдонимом Dasha.

## Биография
В родной Чехии занималась бальными танцами и синхронным плаванием, пока не переехала в США в 1996 году, после того как уличила своего бойфренда в измене.
Она оказалась в Калифорнии, где испытывала проблемы с жильём. Дагмар работала сначала няней, а затем устроилась стриптизёршей в голливудском ночном клубе.
После она решила попробовать себя в порноиндустрии, и подписала эксклюзивный контракт с Vivid в 1998 году. Выделялась среди остальных актрис жанра, возможностью сквирта при анальном сексе. Появлялась в различных мужских журналах, таких как Hustler и Penthouse, а также появлялась на канале Playboy, VH-1, Spice Channel.
Снималась в музыкальном клипе Мадонны «Music», а также «Change (In the House of Flies)» и «White Pony» группы Deftones.
В 2000 году она вышла замуж за порноактера Диллона Дэя, три года спустя пара переехала в Европу. В 2005 они развелись.
По данным на 2020 год, Даша снялась в 191 порнофильме.

## Премии и номинации
- 2001: AVN Award номинация — Лучшая парная секс-сцена — Shakespeare Revealed (с Диллон Дэй)[8]
- 2002: AVN Award номинация — Лучшая групповая сексуальная сцена — Take 5 (вместе с Шэрон Уайлд и Диллон Дэй)[9]
- 2002: AVN Award номинация — Лучшая групповая сексуальная сцена — Vision (вместе с Диллон Дэй, Danny и Пэтом Майном)[9]
- 2003: AVN Award номинация — Лучшая лесбийская сексуальная сцена — Paying the Piper (с Claudia Adkins, Анжелика Костелло, Алана Эванс, Renee LaRue и Рэйлин)[8]
- 2005: AVN Award номинация — Лучшая актриса второго плана
- 2005: AVN Award номинация — Лучшая парная секс-сцена — The 8th Sin (с Anthony Hardwood)
- 2006: AVN Award номинация — Лучшая парная сцена — Suck, Fuck, Swallow (с Диллон Дэй)[10]
- 2006: AVN Award номинация — Лучшая сцена стриптиза — Suck, Fuck, Swallow
- 2007: AVN Award номинация — Лучшая актриса второго плана — Emperor
- 2007: AVN Award номинация — Лучшая лесбийская сексуальная сцена — Emperor (с Джанин Линдмалдер)[11].